# بسوت حاجي حسن
بسوت حاجي حسن (بالفارسية: بسوت حاجی حسن) هي قرية تقع في قسم باهوكلات الريفي (مقاطعة تشابهار) في إيران. يقدر عدد سكانها بـ 700 نسمة بحسب إحصاء 2016.